# Владимир Цвијан
Владимир Цвијан (Београд, 24. новембар 1976 — Београд, 5. јануар 2018) био је српски адвокат и политичар, народни посланик у Народној скупштини Републике Србије од 2012. до 2013. године и члан председништва Српске напредне странке (СНС). Пре овога је обављао функцију правног саветника и генералног секретара председника Републике Србије Бориса Тадића.
Нестао је из јавног живота 2014. године. Преминуо је 5. јануара 2018. године након утапања у реци Дунав у Београду под сумњивим околностима. Његова смрт је била скривена од јавности три године, све док није откривена у марту 2021. Разлози због којих је његова смрт толико дуго била скривена од јавности још увек нису познати.

## Биографија

### Образовање и адвокатска каријера
Цвијан је рођен 24. новембра 1976. године у Београду. Његов отац Мирко је пореклом из Босне и Херцеговине, али је рођен у Пећи и био је професор биологије и декан Биолошког факултета Универзитета у Београду, док је мајка Златинка из Кикинде. Године 1999. дипломирао је на Правном факултету у Београду као студент генерације. Године 2004. стекао је звање магистра у области заштите права интелектуалне својине и интернет права на Правном факултету у Београду.
У Институту за упоредно право радио је од 2000. до 2004. године.
Био је на мети критика јавности као правни заступник Сретена Јоцића, познатијег као Јоца Амстердам, на суђењу за убиство хрватског новинара Иве Пуканића. Касније се повукао из заступања Јоцића под притиском јавности. Цвијан је био и адвокат Ивана Павловића Икера, оптуженог за шверц кокаина.

### Политичка каријера
Од октобра 2004. године био је ангажован као консултант за стручне анализе из области права за потребе кабинета председника Бориса Тадића и као секретар Правног савета председника Србије. У фебруару 2008. године, након што је Тадић поново изабран за председника, именован је за саветника и обављао је функцију генералног секретара Председништва.
Он је, према његовим речима, у марту 2010. године напустио Председништво због неслагања око реизбора судија, а следећег месеца приступио је новоформираној Српској напредној странци (СНС). Потпредседник СНС Александар Вучић представио је Цвијана као једног од најбољих адвоката у Србији, творца 70 законских предлога и једног од најпризнатијих правних стручњака у Европи. Цвијан је изабран за посланика у Народној скупштини након парламентарних избора у Србији 2012. на којима је победила коалиција предвођена СНС, и био је сматран веома озбиљним кандидатом за место министра правде. Цвијан је током свог посланичког мандата био председник Законодавног одбора Народне скупштине. Крајем 2013. почео је да се супротставља политици тадашњег потпредседника Владе Александра Вучића и оптужио је Вучића за злоупотребу устава и закона и намештање афера својим политичким противницима. Касније је поднео кривичну пријаву против Вучића. Цвијан је 9. децембра 2013. најавио и намеру да се кандидује за председника СНС. Вучић је 18. децембра 2013. на седници Председништва СНС-а наводно физички напао Цвијана. Цвијан је 30. децембра 2013. напустио СНС и поднео оставку на све страначке функције. Наставио је да делује као независни посланик све док му се мандат није завршио расписивањем ванредних избора у мају 2014. године. У јануару 2014. придружио се мањој опозиционој Реформистичкој странци поставши њен председник. Убрзо након тога, нестао је из јавног живота.

### Нестанак и смрт
У фебруару 2021. Срђан Миливојевић из Демократске странке, дао је интервју у којем је навео да би Цвијан могао бити једна од жртава злочиначке организације Вељка Беливука, која је оптужена за отмице и убиства више људи у Србији и Црној Гори. У марту 2021. други чланак у Таблоиду објавио је да су открили да је Цвијан мртав од почетка 2018. године. Дана 15. марта 2021, новинар Предраг Поповић из Таблоида објавио је документ у којем је Виши јавни тужилац Државног тужилаштва у Београду саопштио да је Тужилаштво донело наредбу којом се налаже плаћање трошкова Институту за судску медицину Универзитета у Београду за обдукцију Цвијановог тела 20. новембра 2018. године. Истог дана, Адвокатска комора Србије је саопштила да је Цвијан избрисан из именика активних адвоката, „због смрти”. Председник Адвокатске коморе Виктор Гостиљац рекао је медијима да је то учињено након сазнања да је Цвијан преминуо, али није могао прецизирати када се то догодило. Према речима председника Адвокатске коморе Београда Југослава Тинтора, Цвијан је 17. августа 2018. године избрисан из евиденције активних адвоката, након што је утврђено да је преминуо 5. јануара 2018. године, према подацима из матичне књиге умрлих. Истог дана Више јавно тужилаштво је открило да се Цвијан утопио у реци Дунав у Београду 5. јануара 2018. године.
Околности његове смрти, као и разлог зашто је била скривена од јавности више од 3 године, и даље су нејасне, а неки су његову смрт називали „мистериозном”. Цвијанова бивша супруга и син такође нису знали да је мртав и нису знали где би могао бити сахрањен. Дана 23. марта 2021. године откривено је да је Цвијан кремиран и сахрањен 19. јануара 2018. на гробљу Лешће, а урна са његовим посмртним остацима је идентификована само његовим именом. Истог дана прорежимски лист Српски телеграф објавио је наводне резултате обдукције Цвијановог тела из 2018. године у којима се наводи да је смрт наступила услед утапања и да је у Цвијановом телу пронађен алкохол.
Нико од функционера и чланства владајуће СНС, у којој је Цвијан био високи функционер и кандидат за лидера странке 2013. године, неколико месеци пре нестанка, још се није огласио поводом овог случаја, укључујући и дугогодишњег лидера странка Александра Вучића, актуелног председника Србије. Опозициони активиста, бивши начелник Војнобезбедносне агенције, оснивач и посланик владајуће СНС, Момир Стојановић, изјавио је 17. марта 2021. да је Цвијан знао много о активностима владе коју предводи СНС и да је врло вероватно „патио” због тог знања. Према речима хрватског новинара Домагоја Маргетића, Цвијан је убијен јер је имао компромитујуће информације о влади и њеним везама са организованим криминалом, те да му је Цвијан оставио низ компромитујућих докумената.